# Hebrecht
Hebrecht (53° 02′ N, 7° 10′ L) é uma cidade dos Países Baixos, na província de Groninga. Hebrecht pertence ao município de Westerwolde, e está situada a 34 km, a norte de Emmen.
A área de Hebrecht, que também inclui as partes periféricas da cidade, bem como a zona rural circundante, tem uma população estimada em 90 habitantes.